# Calicotome villosa
Calicotome villosa är en ärtväxtart som först beskrevs av Jean Louis Marie Poiret, och fick sitt nu gällande namn av Heinrich Friedrich Link. Calicotome villosa ingår i släktet Calicotome och familjen ärtväxter. Inga underarter finns listade i Catalogue of Life.

## Bildgalleri

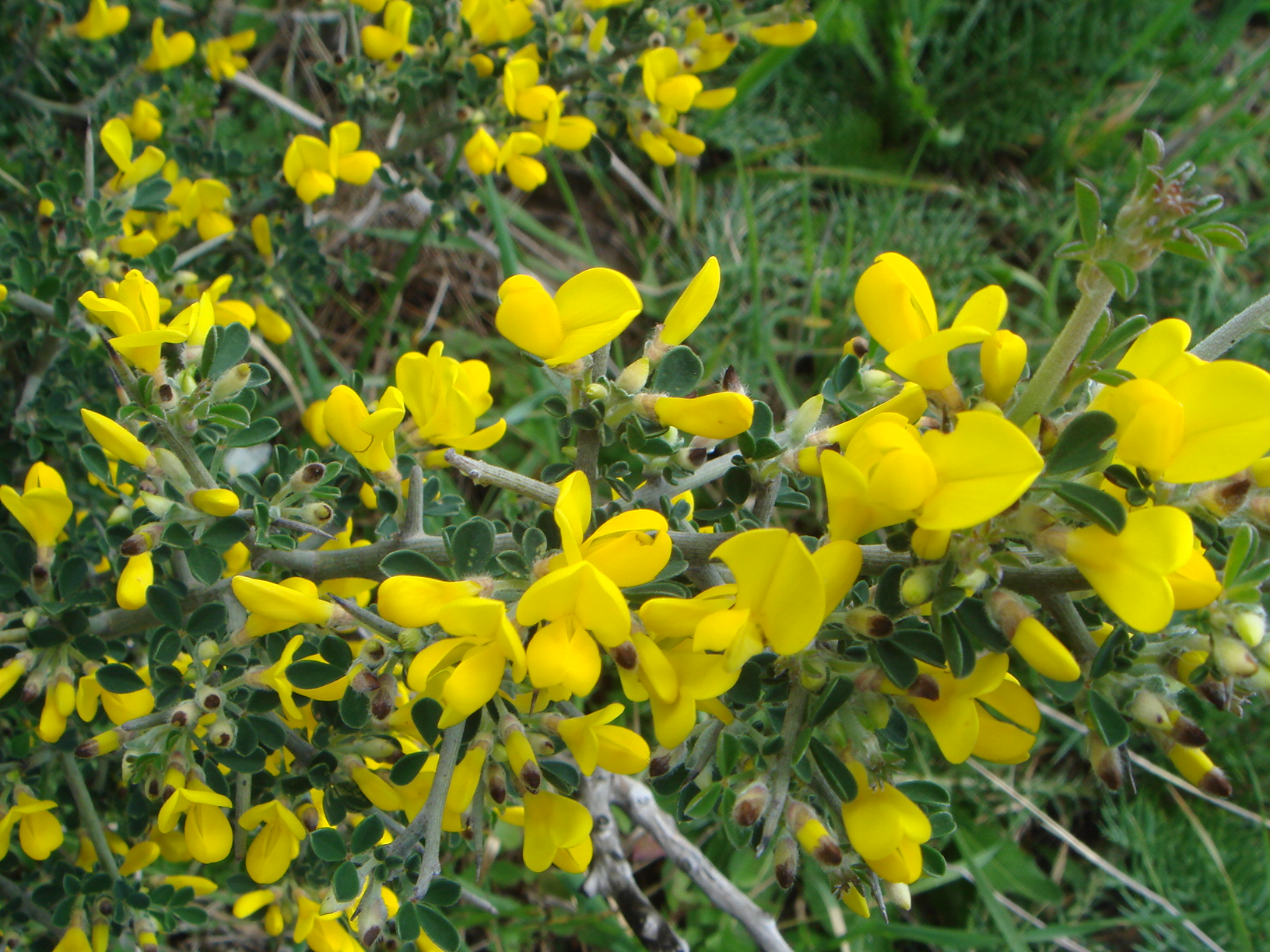
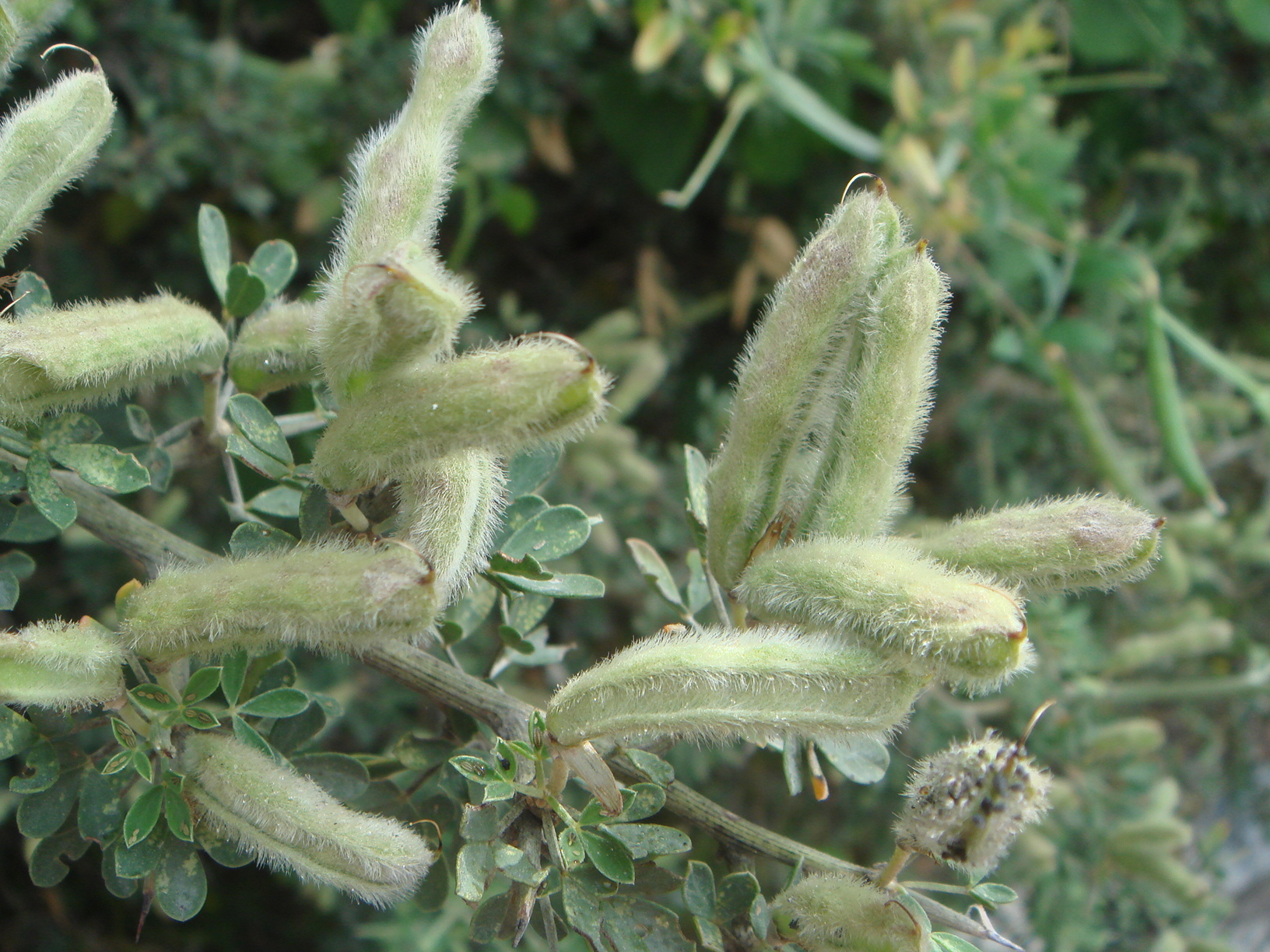
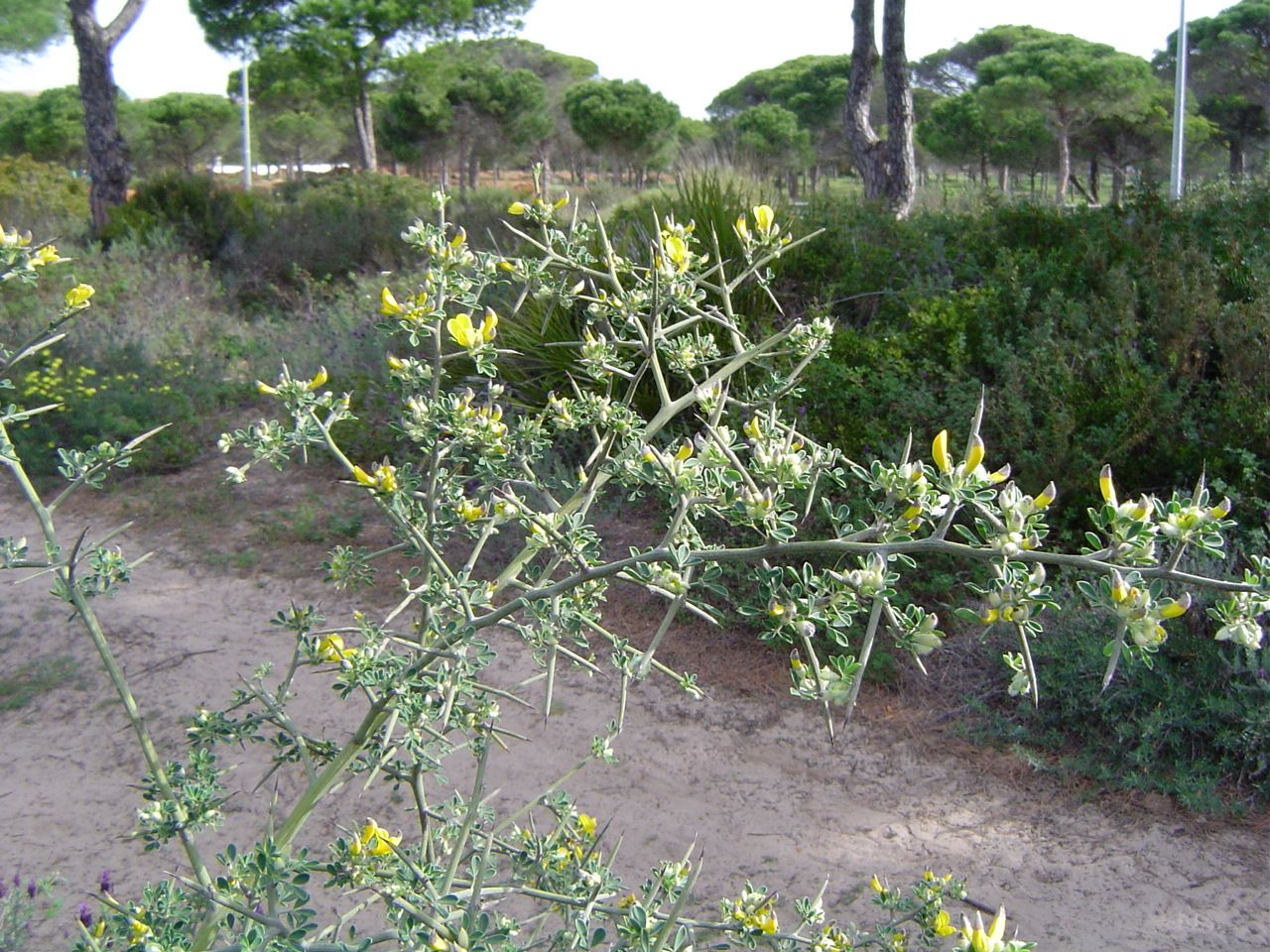
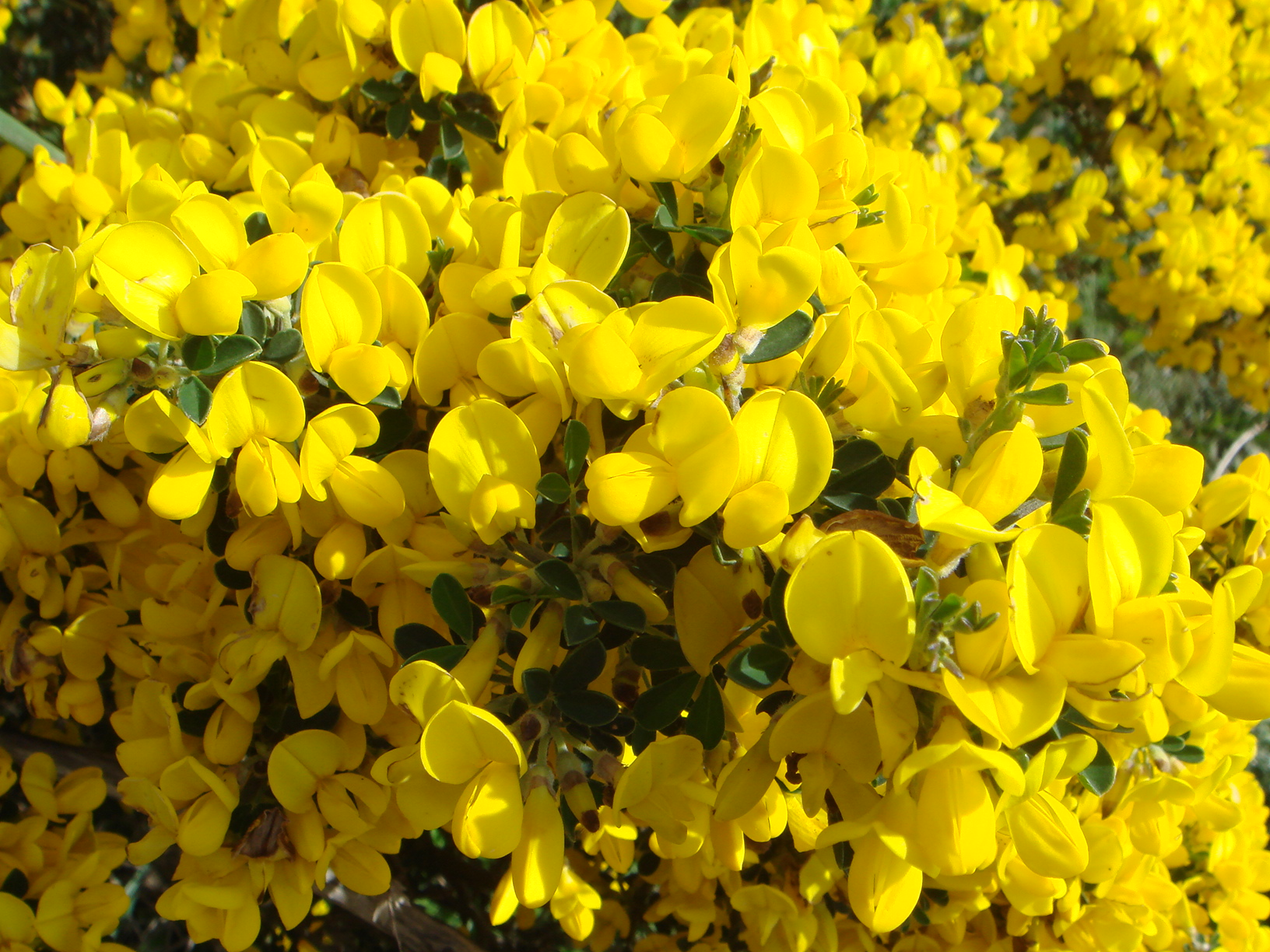
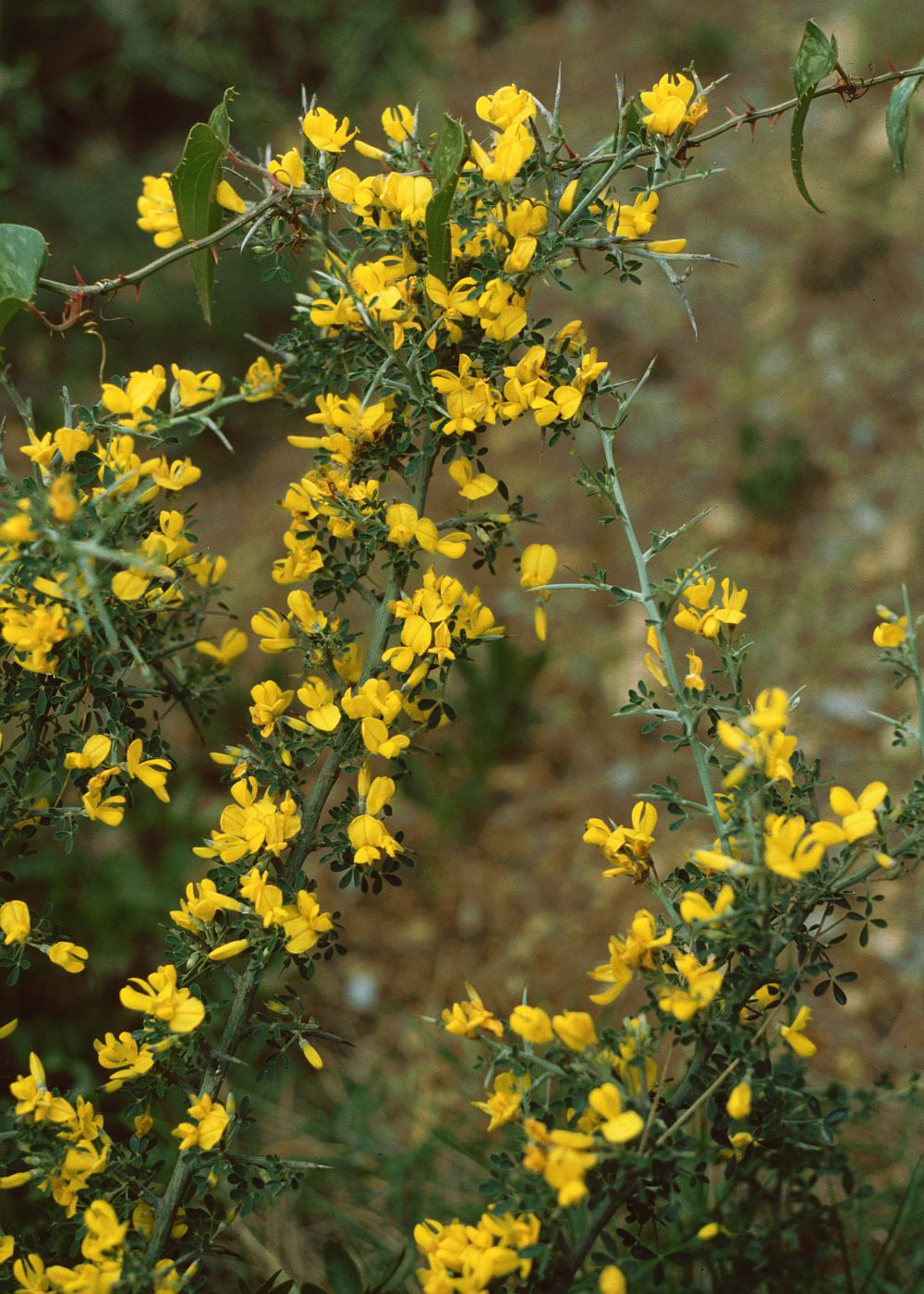
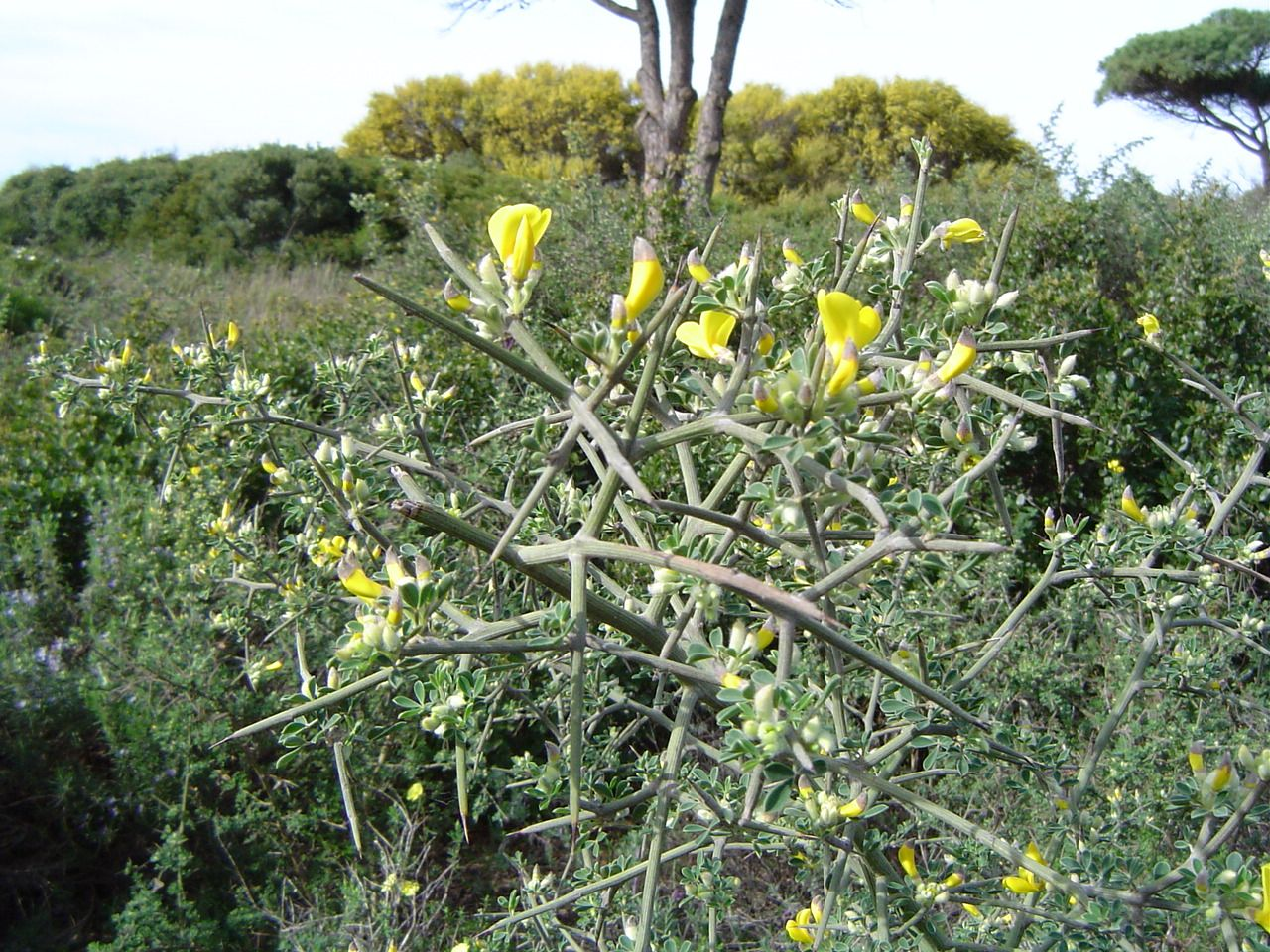